# Jon Oliva

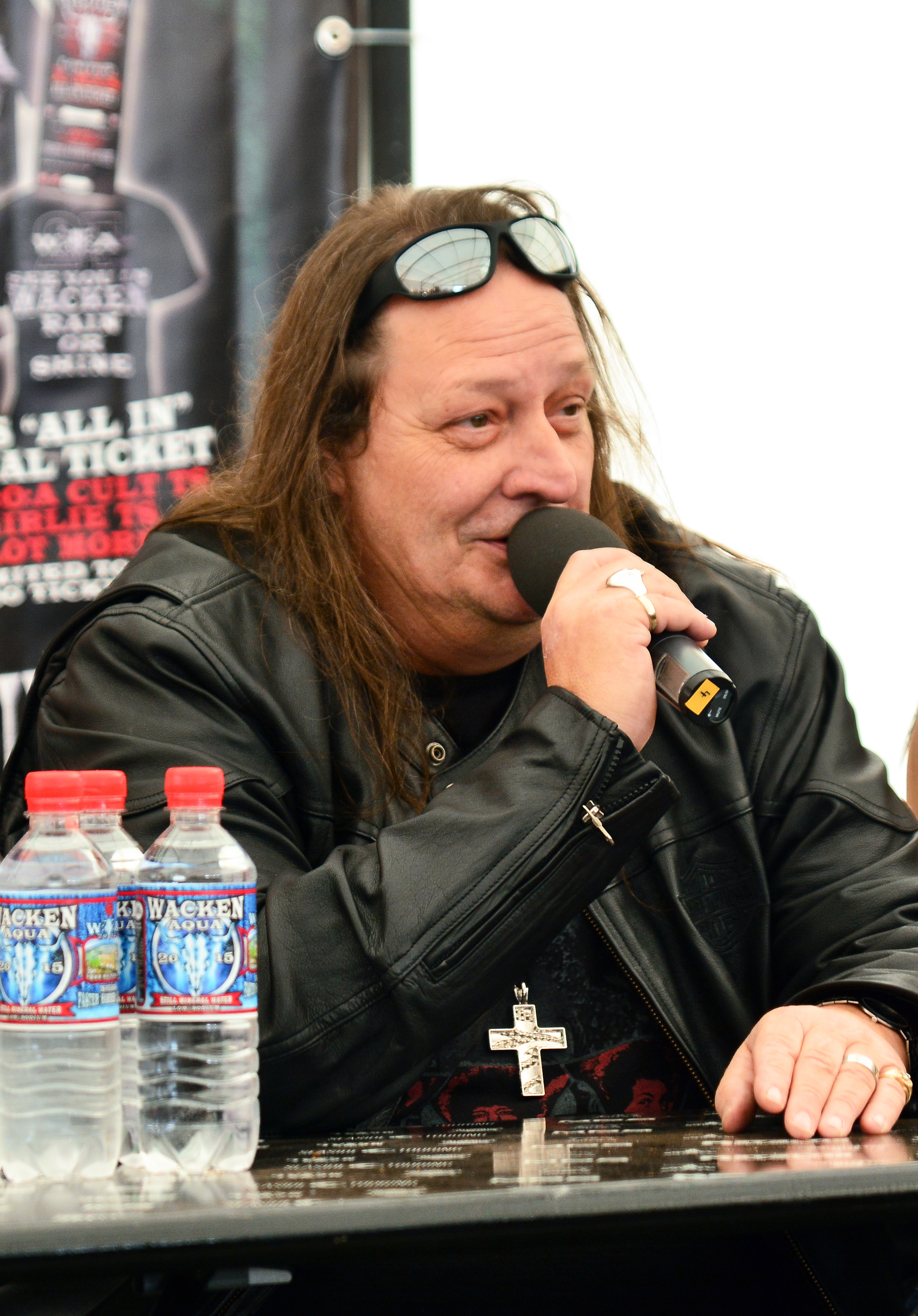
Jon Oliva, Wacken Open Air, 2015

Jon Oliva, geboren als John Nicolas Oliva (New York, 22 juli 1959), is een Amerikaans zanger, songwriter, (co-)producer en multi-instrumentalist. Zo is hij onder andere toetsenist, drummer en gitarist. Hij is medeoprichter van de metalband Savatage en richtte later zijn eigen project/groep op, Jon Oliva's Pain.

## Muziekcarrière
Oliva leerde thuis piano spelen aangezien zijn vader pianist was. Ook waren er wat andere instrumenten in huis en samen met zijn broers begon hij al jong met muziek maken. Na een verhuizing naar Californië werd de muziek wat serieuzer. Oliva kon goed opschieten met zijn jongere broer Christopher (Criss). Samen coverden ze veel muziek van de toen populaire band Kiss en traden ze ook op.

### Savatage
Samen met andere muzikanten richtte Jon Oliva de groep Avatar op. Er bestond in Europa echter al een groep met deze naam, waarop ze vlak voor het persen van de eerste elpee besloten de naam te veranderen in Savatage. Jon en Criss Oliva speelden jaren in deze band en Jon was jarenlang de zanger en op sommige elpees/albums de medezanger, aangezien Savatage Zachary Stevens als zanger had aangetrokken. Ook nam hij in de band weleens een deel van de productie, een ander instrument en het schrijven van nummers voor zijn rekening.
Na het overlijden van broer Criss in 1993 door een auto-ongeluk, kreeg Oliva het erg moeilijk maar ging hij toch door met Savatage. 

### Doctor Butcher en Jon Oliva's Pain
Naast de bijdragen aan Savatage begon Jon aan wat solowerk, onder andere onder de naam Doctor Butcher. Nadat Savatage na 2001 een paar jaar was gestopt met het maken van albums, kreeg Oliva de smaak weer te pakken. Hij trad al live op, maar wilde meer en begon het project Jon Oliva Project, wat daarna veranderde in Tage Mahal toen leden van de band Circle II Circle (waarvan veel ex-leden van Savatage) zich bij Oliva voegden. De naam Tage Mahal moest al snel verdwijnen omdat een bluesartiest uit dezelfde geboorteplaats als Oliva (New York) de naam Taj Mahal had en het niet eens was met de naam "Tage Mahal".  Toen ontstond Jon Oliva's Pain in 2004, met vier albums, waarvan het laatste in 2010 uitkwam. Ook werd er een mini-cd gemaakt. Ook valt Oliva weleens in bij de band Circle II Circle of helpt hij bij het schrijven van songs. 

### Trans-Siberian Orchestra
Oliva is tevens medeoprichter van Trans-Siberian Orchestra (TSO), waar ook de producer van Savatage, Paul O'Neill, in stapte.
Oliva zit met liveoptredens vaak met een enorm keyboard voor zich te spelen en te zingen. Soms verving John Zahner, die de band vaak bijstaat met een keyboard, digitale piano en synthesizer, Oliva even zodat Oliva zich volledig kan concentreren op het zingen en wat meer kan bewegen op het podium. 

### Oliva
Naast Jon Oliva's Pain bracht Jon Oliva zijn eerste echte soloalbum uit, als Oliva. Op 14 december 2012 rondden Christopher Kinder en Jon Oliva het inspelen van de drums af in Morrisound Studios, onder leiding van Jim en Tom Morris. Jon Oliva kreeg een drumkit cadeau van drumstelfabrikant Drum Crush, waar Oliva twee nummers op speelde en die hij gebruikte bij live-concerten. Het allerlaatste materiaal van de in 1993 overleden gitarist Criss Oliva is gebruikt bij enkele nummers op het nieuwe album. Op 24 maart 2013 meldde Christopher Kinder dat de muziek onderweg was naar het label en het verhaal bij het album, het 'artwork' op de hoes en de 'credits' (bedankjes aan allerlei mensen) nu afgerond waren. Het nieuwe album, werd zaterdag 6 april, live, gepresenteerd (een "luisterfeestje") in de Verenigde Staten, maar de releasedatum was 5 juni 2013 en is uitgesteld tot 19 juni 2013. De eerste single was al op YouTube geplaatst door Christopher Kinder. Op 29 april 2013 werd de titel van het album bekendgemaakt, Raise The Curtain. Rond 20 juni kwam het album uit, met verschillende soorten muziek en wat vlagen van Jon Oliva's Pain en Savatage. Verder is het album experimenteel te noemen en nog net binnen de metal, hier en daar wat zachter.
Achter het album schuilt een heel verhaal, vanwege de dood van drie naasten van Jon Oliva, twee vrij kort ervoor en zijn broer in 1993. Dan Fasciano, een vriend van Oliva die hobbymatig keyboard speelt, had een idee voor enkele nummers en schreef die uiteindelijk ook. Oliva zelf schreef de rest van het album en speelde alle instrumenten in en vroeg Alex Skolnick van Testament voor een aantal gitaarsolo's en Zachary Stevens voor de eindzang van enkele nummers. Oliva deed het drumwerk samen met Christopher Kinder, die op zijn beurt ook de fans op de hoogte hield van de ontwikkelingen rond Jon Oliva en dit album.

### Andere projecten
In 2015 zong hij een nummer in, Into the Arc of Time (Haamiah's Fall), samen met de andere zanger van Savatage, Zak Stevens, op het toen nieuwe album van metaloperaband Soulspell, Labyrinth of Truth. Naast dit is Oliva regelmatig te horen als gastmuzikant bij diverse bands, als instrumentalist en/of als (mede)zanger.

## Gezondheid
Oliva kreeg een beroerte in april 2016, waar hij maandenlang van moest herstellen. Op Wacken Open Air, later dat jaar, zei hij tegen het publiek dat hij zich beter voelde dan ooit, omdat hij al maanden geen alcohol had gedronken en veel minder at, vanwege zijn (morbide/super) obesitas.
- Gemeinsame Normdatei: 134662016
- International Standard Name Identifier: 0000 0000 8204 5149
- Library of Congress Control Number: no98128814
- MusicBrainz: 58566bbe-45ec-4919-b243-7a0b1fa5ad62
- Nationale Bibliotheek van Tsjechië: xx0120219
- Nederlandse Thesaurus van Auteursnamen: 202457842
- Virtual International Authority File: 19306000
- WorldCat: E39PBJpPFffqhP9DGPmQ4kqPcP